# Associació d'Artesans de Gràcia
L'Associació d'Artesans de Gràcia és una entitat fundada al barri de Gràcia de Barcelona el 1995 que el 1999 va rebre la Medalla d'Honor de Barcelona.